# 4 lutego
4 lutego jest 35. dniem w kalendarzu gregoriańskim. Do końca roku pozostało 330 (w latach przestępnych 331) dni.

## Święta
- Imieniny obchodzą: Andrzej, Awentyn, Częstogoj, Eustachia, Eustachiusz, Eustachy, Gilbert, Izyda, Izydor, Jan, Joanna, Józef, Mariusz, Weronika i Witosława.
- Angola – Początek Zbrojnego Powstania
- Sri Lanka – Święto Niepodległości
- Międzynarodowe – Światowy Dzień Walki z Rakiem
- Wspomnienia i święta w Kościele katolickim[1][2] obchodzą:
  - św. Andrzej Corsini (biskup Fiesole) (również 6 i 9 stycznia)
  - św. Gilbert z Sempringham (prezbiter)
  - św. Joanna de Valois (królowa Francji w 1498 r.)
  - św. Józef z Leonessy (wł. kapucyn)
  - św. Katarzyna Ricci (dziewica)
  - bł. Raban Maur
  - św. Weronika

## Wydarzenia w Polsce
- 1339 – W Warszawie przed wysłannikami papieża Benedykta XII rozpoczął się proces kanoniczny, którego stronami były Korona Królestwa Polskiego i zakon krzyżacki.
- 1454 – Wybuchło powstanie przeciwko krzyżakom, które rozpoczęło wojnę trzynastoletnią.
- 1585 – Król Stefan Batory zatwierdził przywilej fundacyjny kolegium jezuitów w Nieświeżu.
- 1807 – W Wojsku Polskim wprowadzono francuskie regulaminy.
- 1863 – Powstanie styczniowe: por. Franciszek Sokołowski uderzył ze swym oddziałem na Rawę Mazowiecką, zdobywając rosyjskie koszary.
- 1900 – Feliks Dzierżyński został aresztowany i osadzony w X pawilonie Cytadeli Warszawskiej.
- 1918 – Rada Regencyjna powołała Radę Stanu Królestwa Polskiego.
- 1919 – Wołomin otrzymał prawa miejskie.
- 1921 – Ustanowiono Order Odrodzenia Polski, a Order Orła Białego odnowiono jako najwyższe odznaczenie państwowe.
- 1929 – Polska ratyfikowała protokół genewski o zakazie stosowania broni chemicznej.
- 1933 – W Wilnie zakończył się uniewinnieniem proces członków Zarządu Głównego Towarzystwa Szkoły Białoruskiej, oskarżonych o przygotowywanie komunistycznego spisku.
- 1943 – Porażka oddziału AK w bitwie pod Lasowcami na Zamojszczyźnie.
- 1945:
  - Armia Czerwona zdobyła Bartoszyce.
  - Ukazało się pierwsze wydanie „Dziennika Polskiego”.
- 1947 – Rozpoczęło się inauguracyjne posiedzenie Sejmu Ustawodawczego. Na stanowisko marszałka został wybrany Władysław Kowalski.
- 1949 – Utworzono Fundusz Wczasów Pracowniczych.
- 1951 – Na podstawie uchwały podjętej podczas Walnego Zebrania PZPN doszło do rozwiązania Związku i powołania Sekcji Piłki Nożnej, jako społecznej organizacji podlegającej Głównemu Komitetowi Kultury Fizycznej.
- 1966 – Premiera filmu Niedziela sprawiedliwości w reżyserii Jerzego Passendorfera.
- 1987 – 17 górników zginęło w wyniku wybuchu metanu i pyłu węglowego w KWK „Mysłowice”.
- 1989 – W Warszawie rozpoczął się III Kongres Konfederacji Polski Niepodległej.
- 1990 – Premiera filmu Bal na dworcu w Koluszkach w reżyserii Filipa Bajona.
- 1994 – Sejm RP przyjął ustawę o prawie autorskim i prawach pokrewnych.
- 2002 – Ukazało się ostatnie wydanie gdańskiego dziennika „Wieczór Wybrzeża”.

## Wydarzenia na świecie

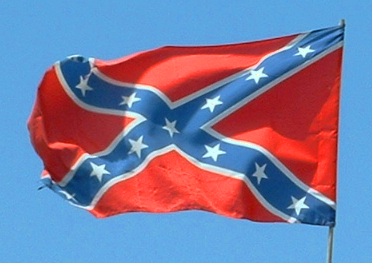
Navy Jack – bandera Skonfederowanych Stanów Ameryki

- 211 – Po śmierci cesarza rzymskiego Septymiusza Sewera wspólne rządy rozpoczęli jego synowie Geta i Karakalla.
- 634 – Oddziały muzułmańskie dowodzone przez Amr Ibn al-Asa pokonały Bizantyjczyków w bitwie pod Dathin.
- 900 – Ludwik IV Dziecię został królem wschodnich Franków.
- 960 – Taizu został cesarzem Chin – początek panowania dynastii Song.
- 1169 – Trzęsienie ziemi we wschodniej Sycylii zabiło ok. 15 tys. osób.
- 1194 – Cesarz rzymski Henryk VI Hohenstauf zwrócił po roku wolność królowi Anglii Ryszardowi I Lwie Serce w zamian za złożenie hołdu lennego i wysoki okup.
- 1348 – Zwycięstwo Dworu Północnego nad wojskami Dworu Południowego w bitwie pod Shijōnawate w Japonii.
- 1498 – Car Iwan III Srogi w trakcie uroczystej ceremonii użył po raz pierwszy Czapki Monomacha jako insygnium koronacyjnego, przekazując ją swemu wnukowi i koregentowi Dymitrowi.
- 1508 – Król Niemiec Maksymilian I Habsburg otrzymał tytuł cesarza rzymskiego.
- 1532 – Wojna polsko-mołdawska: zwycięstwo wojsk mołdawskich w bitwie pod Tarasauti.
- 1555 – W Londynie został spalony na stosie John Rogers, duchowny anglikański, tłumacz i komentator Biblii, pierwszy męczennik protestancki w okresie rekatolicyzacji Anglii za panowania królowej Marii Tudor.
- 1738 – W Stuttgarcie został stracony przez powieszenie żydowski kupiec Joseph Süß Oppenheimer, bankier i finansista byłego księcia Wirtembergii Karola Aleksandra.
- 1783:
  - Trzęsienie ziemi w Kalabrii we Włoszech zabiło ok. 50 tys. osób.
  - Wielka Brytania ogłosiła zawieszenie działań wojennych w koloniach w Ameryce Północnej.
- 1789 – George Washington został wybrany na pierwszego prezydenta USA.
- 1794 – Rewolucyjny Konwent Narodowy zniósł dekretem niewolnictwo we Francji i jej koloniach.
- 1795 – I koalicja antyfrancuska: wojska francuskie pod wodzą gen. Pierre’a François Saureta zdobyły po oblężeniu hiszpańskie miasto Roses.
- 1797 – Ekwadorskie miasto Riobamba zostało całkowicie zniszczone przez trzęsienie ziemi. Zginęło ponad 6 tys. osób.
- 1798 – Została utworzona zależna od Francji Republika Tyberyńska ze stolicą w Perugii.
- 1810 – Wielka Brytania zajęła Gwadelupę.
- 1820 – Wojna o niepodległość Chile: zwycięstwo powstańców w bitwie o Valdivię.
- 1859 – W Egipcie odkryto Kodeks Synajski.
- 1861 – Grupa południowych stanów USA ogłosiła secesję i powołanie Skonfederowanych Stanów Ameryki.
- 1874 – II wojna Brytyjczyków z Aszanti: wojska brytyjskie odniosły decydujące zwycięstwo, zdobywając i paląc miasto Kumasi na Złotym Wybrzeżu (obecnie Ghana).
- 1898 – USA zajęły wyspę Wake na Pacyfiku.
- 1899:
  - Na Filipinach wybuchło antyamerykańskie powstanie pod wodzą Emilia Aguinaldo.
  - Założono niemiecki klub piłkarski Werder Brema.
- 1912 – Austriacki krawiec Franz Reichelt zginął skacząc z pierwszego poziomu Wieży Eiffla w czasie testowania płaszcza-spadochronu własnego projektu.
- 1915 – I wojna światowa: Niemcy ogłosili blokadę morską Wysp Brytyjskich.
- 1920 – Ziemia hulczyńska została przyłączona do Czechosłowacji.
- 1922 – Ford kupił za 8 mln dolarów firmę Lincoln Motor Company.
- 1924 – Mahatma Gandhi został przedterminowo zwolniony z więzienia ze względu na zły stan zdrowia.
- 1925:
  - Na skoczni Big Hill w kanadyjskim Revelstoke Kanadyjczyk Nels Nelsen ustanowił rekord świata w długości skoku narciarskiego (73 m).
  - W czechosłowackim Johannisbadzie (obecnie Jańskie Łaźnie) rozpoczęły się pierwsze w historii mistrzostwa świata w narciarstwie klasycznym.
- 1929 – Sprzedano milionowy egzemplarz samochodu osobowego Ford Model A.
- 1932 – W amerykańskim Lake Placid rozpoczęły się III Zimowe Igrzyska Olimpijskie.
- 1936:
  - John Jacob Livingood z University of California uzyskał syntetyczny izotop promieniotwórczy rad E (bizmut 210).
  - Szef szwajcarskiego oddziału NSDAP Wilhelm Gustloff został zastrzelony w Davos przez żydowskiego zamachowca.
- 1938 – W III Rzeszy w wyniku uknutej afery zostali zdymisjonowani minister wojny Werner von Blomberg i naczelny dowódca wojsk lądowych Werner von Fritsch. Adolf Hitler został naczelnym dowódcą Wehrmachtu, a stanowisko ministra spraw zagranicznych objął Joachim von Ribbentrop, zastępując Konstantina von Neuratha, który pozostał w rządzie jako minister bez teki.
- 1940 – Po tajnym procesie został rozstrzelany były ludowy komisarz bezpieczeństwa ZSRR Nikołaj Jeżow.
- 1941 – Premiera radzieckiego, antypolskiego filmu propagandowego Wiatr ze wschodu w reżyserii Abrama Rooma.
- 1942 – Wojna na Pacyfiku: na plantacjach Tol i Waitavalo na Nowej Brytanii japońscy żołnierze zamordowali ok. 160 australijskich jeńców wojennych; zwycięstwo floty japońskiej nad holenderską i amerykańską w bitwie w Cieśninie Makasarskiej.
- 1943:
  - Bitwa o Atlantyk: brytyjskie niszczyciele HMS „Vimy” i HMS „Beverley” zatopiły niemiecki okręt podwodny U-187, w wyniku czego zginęło 9 spośród 54 członków załogi.
  - Całkowite zaćmienie Słońca widoczne nad wschodnią Azją, Japonią i Alaską.
- 1944 – Walki na Bałtyku: płynący do Świnoujścia niemiecki okręt podwodny U-854 zatonął po wejściu na brytyjską minę, w wyniku czego zginęło 51 spośród 58 członków załogi.
- 1945 – II wojna światowa: w Jałcie rozpoczęła się konferencja przywódców trzech mocarstw alianckich.
- 1946 – Założono albański klub piłkarski Partizani Tirana.
- 1948:
  - Sri Lanka uzyskała niepodległość (od Wielkiej Brytanii).
  - W Moskwie podpisano radziecko-rumuński traktat o przyjaźni, współpracy i wzajemnej pomocy.
- 1949 – Szach Iranu Mohammad Reza Pahlawi został dwukrotnie postrzelony na terenie Uniwersytetu Teherańskiego przez zamachowca udającego fotoreportera.
- 1956 – Johnny Cash nagrał jedną ze swych najsłynniejszych piosenek I Walk the Line.
- 1960 – Nieudana próba wystrzelenia amerykańskiego satelity technologicznego Discoverer 9.
- 1961 – Bojownicy z MPLA zaatakowali więzienie w Luandzie (Angola), co rozpoczęło powstanie przeciwko portugalskim władzom kolonialnym.
- 1966 – 133 osoby zginęły w katastrofie japońskiego Boeinga 727 nad Zatoką Tokijską.
- 1970 – Założono osiedle Prypeć przeznaczone dla pracowników elektrowni jądrowej w Czarnobylu. Od czasu katastrofy w 1986 roku miasto opuszczone.
- 1971 – Zbankrutowało brytyjskie przedsiębiorstwo Rolls-Royce, co doprowadziło do jego nacjonalizacji.
- 1972 – Został zatrzymany argentyński seryjny morderca Carlos Robledo Puch.
- 1974:
  - Patricia Hearst, 19-letnia córka amerykańskiego magnata prasowego Williama Randolpha Hearsta, została porwana przez organizację terrorystyczną Symbionese Liberation Army.
  - W hrabstwie Yorkshire w północnej Anglii 12 osób zginęło (w tym 9 żołnierzy), a 38 zostało rannych w wyniku wybuchu bomby zegarowej podłożonej w autobusie przez IRA.
- 1975 – 1328 osób zginęło w trzęsieniu ziemi w chińskiej prowincji Liaoning, pierwszym w historii przewidzianym przez naukowców.
- 1976:
  - W austriackim Innsbrucku rozpoczęły się XII Zimowe Igrzyska Olimpijskie.
  - W mieście Loyada w Dżibuti został odbity przez żołnierzy francuskiej Legii Cudzoziemskiej porwany dzień wcześniej przez terrorystów somalijskich autobus z kierowcą, opiekunką i 31 dziećmi. W wyniku akcji 1 dziecko zostało zabite przez terrorystę, 5 zostało rannych (1 zmarło kilka dni później), ranni zostali również opiekunka i kierowca oraz zabito 7 porywaczy. Jedno z dzieci zostało uprowadzone za pobliską granicę do Somalii i zwrócone po negocjacjach.
  - W trzęsieniu ziemi w Gwatemali i Hondurasie zginęło ok. 23 tys. osób.
- 1977:
  - 11 osób zginęło a ponad 200 zostało rannych w wypadku w metrze w Chicago.
  - Tanzania zamknęła granicę z Kenią, blokując tym samym turystom wejście na Kilimandżaro od strony kenijskiej.
  - Zainaugurowały działalność linie lotnicze Kenya Airways.
- 1978 – Junius Richard Jayewardene został prezydentem Sri Lanki.
- 1980 – Abol Hassan Bani-Sadr został pierwszym prezydentem Iranu.
- 1981 – Obrączkowe zaćmienie Słońca widoczne nad Australią, południowym Pacyfikiem i Ameryką Południową.
- 1983 – Zbrodniarz nazistowski Klaus Barbie został wydany Francji przez władze Boliwii.
- 1990 – 9 turystów izraelskich zginęło, a 15 zostało rannych w zamachu dokonanym przez palestyńskich terrorystów na autobus pod Kairem.
- 1992 – W Wenezueli doszło do nieudanej próby przewrotu wojskowego pod wodzą późniejszego prezydenta Hugo Cháveza.
- 1994:
  - 9 osób zginęło, a 18 zostało rannych w wyniku ostrzału moździerzowego kolejki stojącej po pomoc żywnościową w oblężonym przez Serbów Sarajewie.
  - Ibrahim Boubacar Keïta został premierem Mali.
  - Wystartowała pierwsza czeska komercyjna stacja telewizyjna TV Nova.
- 1997:
  - 73 izraelskich żołnierzy zginęło w wyniku zderzenia dwóch helikopterów Sikorsky CH-53 nad leżącym na północy kraju moszawem Sze’ar Jaszuw.
  - Weszła w życie nowa konstytucja Republiki Południowej Afryki.
- 1998:
  - Abd ar-Rahman al-Jusufi został premierem Maroka.
  - Ponad 4 tys. osób zginęło, a 10 tys. zostało rannych w trzęsieniu ziemi w północnym Afganistanie.
  - Premier Robert Koczarian przejął obowiązki prezydenta Armenii po rezygnacji Lewona Ter-Petrosjana.
  - Została ustanowiona flaga Bośni i Hercegowiny.
- 2000 – Wolfgang Schüssel został kanclerzem Austrii.
- 2003 – W miejsce dotychczasowej Federacyjnej Republiki Jugosławii powstała Serbia i Czarnogóra.
- 2004 – Uruchomiono serwis społecznościowy Facebook.
- 2005:
  - Na Ukrainie powstał pierwszy rząd Julii Tymoszenko.
  - W Bagdadzie została porwana dziennikarka włoskiej gazety Il Manifesto Giuliana Sgrena.
- 2006:
  - 73 osoby stratowano, a ponad 320 zostało rannych w wyniku wybuchu paniki na stadionie w aglomeracji Manili.
  - Uruchomiono turyńskie metro.
  - W Damaszku tłum protestujący przeciwko publikacjom karykatur Mahometa w zachodniej prasie spalił ambasady Danii, Chile, Szwecji i Norwegii.
- 2007 – Polscy piłkarze ręczni zajęli drugie miejsce na rozgrywanych w Niemczech Mistrzostwach Świata, przegrywając w meczu finałowym z gospodarzami 24:29.
- 2009 – Teleskop COROT odkrył planetę COROT-7 b, najmniejszą z dotychczas odkrytych planet pozasłonecznych.
- 2011 – Thein Sein został wybrany przez parlament na urząd prezydenta Birmy.
- 2012 – Wojna domowa w Syrii: 360 osób zginęło w masakrze dokonanej przez siły rządowe w Himsie.
- 2013 – Badania szczątków ludzkich znalezionych pod parkingiem w angielskim Leicester potwierdziły, że należały one do panującego w XV wieku króla Ryszarda III Yorka.
- 2014 – W Port Angeles w amerykańskim stanie Waszyngton zmarła w wieku 103 lat Hazel Sampson, ostatnia osoba, dla której językiem ojczystym był język klallam.
- 2015 – 43 osoby zginęły, a 17 (w tym 2 na ziemi) zostało rannych w katastrofie należącego do TransAsia Airways samolotu ATR 72 w stolicy Tajwanu Tajpej.
- 2017 – W Genting Arena w Birmingham odbył się ostatni koncert zespołu Black Sabbath.
- 2018 – Ubiegający się o reelekcję Nikos Anastasiadis wygrał w drugiej turze wybory prezydenckie na Cyprze.
- 2022 – W Pekinie rozpoczęły się XXIV Zimowe Igrzyska Olimpijskie.
- 2023 – Nad Atlantykiem został zestrzelony przez amerykański samolot F-22 Raptor chiński balon szpiegowski.
- 2024 – Nangolo Mbumba został prezydentem Namibii.

## Urodzili się
- 1350 – Branda de Castiglione, włoski kardynał, dyplomata (zm. 1443)
- 1483 – Ridolfo Ghirlandaio, włoski malarz (zm. 1561)
- 1495 – Franciszek II Sforza, książę Mediolanu (zm. 1535)
- 1498 – Jerzy I, hrabia Wirtembergii-Mömpelgard (zm. 1558)
- 1505 – Mikołaj Rej, polski poeta, prozaik, tłumacz, polityk, teolog ewangelicki (zm. 1569)
- 1515 – Mikołaj Krzysztof Radziwiłł, marszałek wielki litewski, kanclerz wielki litewski, wojewoda wileński (zm. 1565)
- 1553 – Terumoto Mōri, japoński samuraj (zm. 1625)
- 1575 – Pierre de Bérulle, francuski kardynał (zm. 1629)
- 1629 – Sybilla Urszula Brunswick-Lüneburg, księżniczka brunszwicka (zm. 1671)
- 1639 – Alessandro Melani, włoski kompozytor (zm. 1703)
- 1646 – Hans Aßmann Freiherr von Abschatz, niemiecki polityk, poeta, tłumacz (zm. 1699)
- 1667 – Alessandro Magnasco, włoski malarz, rysownik (zm. 1749)
- 1676 – Giacomo Facco, włoski kompozytor, skrzypek (zm. 1753)
- 1677 – Johann Ludwig Bach, niemiecki kompozytor, skrzypek (zm. 1731)
- 1688 – Pierre de Marivaux, francuski prozaik, dramaturg (zm. 1763)
- 1693 – George Lillo, angielski dramaturg (zm. 1739)
- 1696 – Marco Foscarini, doża Wenecji (zm. 1763)
- 1698 – Heinrich August de la Motte Fouqué, pruski generał pochodzenia francuskiego (zm. 1774)
- 1711 – Józef Aleksander Jabłonowski, polski szlachcic, polityk, historyk, bibliograf, heraldyk, mecenas sztuki, tłumacz, poeta (zm. 1777)
- 1718 – Barbara Urszula Sanguszkowa, marszałkowa litewska, poetka, tłumaczka, moralistka, filantropka (zm. 1791)
- 1719 – Ernst Wilhelm von Schlabrendorf, pruski polityk (zm. 1769)
- 1721 – Jerzy Radziwiłł, wojewoda nowogródzki, marszałek Trybunału Głównego Wielkiego Księstwa Litewskiego (zm. 1754)
- 1725 – Dru Drury, brytyjski entomolog (zm. 1804)
- 1740:
  - Carl Michael Bellman, szwedzki poeta, kompozytor (zm. 1795)
  - Adam Philippe de Custine, francuski generał (zm. 1793)
- 1746 – Tadeusz Kościuszko, polski i amerykański generał, inżynier fortyfikator, uczestnik wojny o niepodległość Stanów Zjednoczonych, przywódca powstania przeciw Rosji i Prusom (zm. 1817)
- 1750 – Maria Joanna Gabriela Habsburg, arcyksiężniczka austriacka (zm. 1762)
- 1761 – Jerzy I, książę Sachsen-Meiningen (zm. 1803)
- 1776:
  - Ignacy Ludwik Pawłowski, polski duchowny katolicki, biskup pomocniczy kamieniecki, arcybiskup mohylewski (zm. 1841)
  - Gottfried Reinhold Treviranus, niemiecki przyrodnik, filozof, lekarz (zm. 1837)
- 1778 – Augustin Pyramus de Candolle, szwajcarski botanik (zm. 1841)
- 1786 – Maria Pawłowna Romanowa, wielka księżna Rosji i Saksonii-Weimar-Eisenach (zm. 1859)
- 1792 – James Birney, amerykański abolicjonista, polityk (zm. 1857)
- 1797 – Karol Kaczkowski, polski lekarz, uczestnik powstania listopadowego (zm. 1867)
- 1798 – John Cochrane, szkocki prawnik, szachista (zm. 1878)
- 1799 – Almeida Garrett, portugalski poeta (zm. 1854)
- 1802 – (lub 2 lutego) Jędrzej Moraczewski, polski historyk, encyklopedysta (zm. 1855)
- 1804 – Ulrike von Levetzow, niemiecka arystokratka, ostatnia miłość Johanna Wolfganga von Goethe (zm. 1899)
- 1805 – Maria De Mattias, włoska zakonnica, święta (zm. 1866)
- 1806 – Henrik Heltberg, norweski pedagog (zm. 1873)
- 1807 – Giacomo Durando, włoski generał, polityk (zm. 1894)
- 1808:
  - Wincenty Dunin-Marcinkiewicz, polski i białoruski poeta, dramaturg (zm. 1884)
  - Josef Kajetán Tyl, czeski prozaik, dramaturg (zm. 1856)
- 1810 – Alexis Soyer, francuski mistrz kuchni (zm. 1858)
- 1811:
  - Aristide Cavaillé-Coll, francuski organmistrz (zm. 1899)
  - Piotr Julian Eymard, francuski marysta, święty (zm. 1868)
- 1815 – Josip Juraj Strossmayer, chorwacki duchowny katolicki, biskup Đakova, polityk (zm. 1905)
- 1820 – Božena Němcová, czeska pisarka (zm. 1862)
- 1827 – Tommaso Martinelli, włoski kardynał (zm. 1888)
- 1830 – Elżbieta, księżniczka Saksonii, markiza Rapallo, księżna Genui (zm. 1912)
- 1831 – Józef Friedlein, polski księgarz, wydawca, kolekcjoner, bibliofil, prezydent Krakowa (zm. 1917)
- 1833 – François Ernest Mallard, francuski krystalograf, mineralog (zm. 1894)
- 1835 – Albert Venn Dicey, brytyjski prawnik, konstytucjonalista (zm. 1922)
- 1840 – Aleksander Moldenhawer, polski prawnik, sędzia, działacz społeczny pochodzenia norweskiego (zm. 1909)
- 1842:
  - Georg Brandes, duński historyk i krytyk literacki (zm. 1927)
  - Victor von Ebner, austriacki anatom, histolog, wykładowca akademicki (zm. 1925)
  - Leon Zieleniewski, polski inżynier, przemysłowiec, działacz społeczny (zm. 1921)
- 1844 – Adolphe Pinard, francuski położnik, wykładowca akademicki (zm. 1934)
- 1846 – Nikołaj Umow, rosyjski fizyk teoretyk, wykładowca akademicki (zm. 1915)
- 1847:
  - Josip Pliverić, chorwacki prawnik, wykładowca akademicki, polityk (zm. 1907)
  - Remus von Woyrsch, niemiecki dowódca wojskowy, polityk (zm. 1920)
- 1848:
  - Jean Aicard, francuski poeta, prozaik, dramaturg (zm. 1921)
  - Grigorij Czuchnin, rosyjski wiceadmirał (zm. 1906)
  - Karol Pistulka, polski przestępca (zm. 1875 lub 76)
- 1849:
  - Jean Richepin, francuski poeta, dramaturg (zm. 1926)
  - Fritz Siemens, niemiecki psychiatra (zm. 1935)
  - Paweł Smolikowski, polski duchowny katolicki, misjonarz, teolog, historyk, filozof, pisarz, generał Zgromadzenia Zmartwychwstańców, Sługa Boży (zm. 1926)
- 1851 – Józef Winkowski, polski nauczyciel, działacz społeczny (zm. 1937)
- 1857 – Antoni Towiański, polski generał major piechoty (zm. 1924)
- 1858 – Francisco Gimeno Arasa, kataloński malarz (zm. 1927)
- 1859 – Léon Duguit, francuski prawnik, wykładowca akademicki (zm. 1928)
- 1860:
  - Józef Leopold, polski ziemianin, publicysta, historyk, działacz społeczny i oświatowy (zm. 1923)
  - Jackson Showalter, amerykański szachista (zm. 1935)
- 1862 – Édouard Estaunié, francuski pisarz, inżynier (zm. 1942)
- 1863 – Alfred Lacroix, francuski mineralog (zm. 1948)
- 1866:
  - Stanisław Gutentag, polski lekarz pediatra, higienista, działacz społeczny (zm. ?)
  - Władysław Podkowiński, polski malarz, ilustrator (zm. 1895)
- 1868:
  - Mikołaj Kowal-Miedźwiecki, rosyjski geodeta, astronom (zm. 1929)
  - Constance Markievicz, irlandzka działaczka niepodległościowa (zm. 1927)
- 1871 – Friedrich Ebert, niemiecki polityk, kanclerz i prezydent Niemiec (zm. 1925)
- 1872 – Goce Dełczew, macedoński przywódca ruchu narodowowyzwoleńczego (zm. 1903)
- 1873 – Étienne Desmarteau, kanadyjski lekkoatleta (zm. 1905)
- 1875 – Ludwig Prandtl, niemiecki fizyk, wykładowca akademicki  (zm. 1953)
- 1878:
  - Louis Camille Maillard, francuski chemik, lekarz (zm. 1936)
  - Hryhorij Petrowski, ukraiński i radziecki polityk (zm. 1958)
- 1879 – Ignacy Tadeusz Baranowski, polski historyk, bibliotekoznawca (zm. 1917)
- 1881:
  - Fernand Léger, francuski malarz (zm. 1955)
  - Jakow Protazanow, rosyjski reżyser i scenarzysta filmowy (zm. 1945)
  - Klimient Woroszyłow, radziecki wojskowy, polityk, działacz komunistyczny, marszałek ZSRR (zm. 1969)
- 1882 – Edwin John Pratt, kanadyjski poeta (zm. 1964)
- 1884:
  - Pawieł Charłampowicz, białoruski numizmatyk, archeolog (zm. ?)
  - Józef Wrycza, polski duchowny katolicki (zm. 1961)
- 1885 – Stefan Baley, polski psycholog (zm. 1952)
- 1886 – Janusz Machnicki, polski ekonomista, polityk, urzędnik, kierownik resortu aprowizacji (zm. 1962)
- 1888 – Kazimierz Ziembiński, polski oficer, kawaler Virtuti Militari (zm. 1940)
- 1889 – Ryszard Bolesławski, polski reżyser filmowy (zm. 1937)
- 1890:
  - Pyrwan Draganow, bułgarski wojskowy, polityk, dyplomata (zm. 1945)
  - Maria Józefa Menéndez, hiszpańska zakonnica, mistyczka, stygmatyczka, Służebnica Boża (zm. 1923)
- 1891 – Jüri Lossmann, estoński lekkoatleta, długodystansowiec (zm. 1984)
- 1892:
  - Ugo Betti, włoski prozaik, poeta (zm. 1953)
  - Anna Lisa Małachowska, polsko-szwedzka malarka i działaczka społeczna (zm. 1944)
  - Andreu Nin, hiszpański dziennikarz, komunista, rewolucjonista (zm. 1937)
- 1893 – Raymond Dart, południowoafrykański lekarz, antropolog pochodzenia australijskiego (zm. 1988)
- 1894 – Marceli Porowski, polski polityk, prezydent Warszawy (zm. 1963)
- 1895 – Nigel Bruce, brytyjski aktor (zm. 1953)
- 1896 – Friedrich Hund, niemiecki fizyk (zm. 1997)
- 1897:
  - Stanisław Ballin, polski polityk, poseł na Sejm RP (zm. 1937)
  - Ludwig Erhard, niemiecki ekonomista, polityk, kanclerz Niemiec (zm. 1977)
  - Carl Frederick Falkenberg, kanadyjski kapitan pilot, as myśliwski (zm. 1980)
- 1898 – Zbigniew Ryziewicz, polski zoolog, wykładowca akademicki (zm. 1977)
- 1899:
  - Jan Gwiazdomorski, polski prawnik, wykładowca akademicki (zm. 1977)
  - Grigorij Linkow, radziecki pułkownik inżynier (zm. 1963)
- 1900:
  - Mieczysław Jurgielewicz, polski malarz, grafik (zm. 1983)
  - Wiktor Moczulski, polski rotmistrz (zm. 1939)
  - Jacques Prévert, francuski poeta, scenarzysta filmowy (zm. 1977)
- 1901 – Hans Drakenberg, szwedzki szpadzista (zm. 1982)
- 1902:
  - Manuel Álvarez Bravo, meksykański fotograf (zm. 2002)
  - Charles Lindbergh, amerykański generał pilot pochodzenia szwedzkiego (zm. 1974)
  - Hartley Shawcross, brytyjski arystokrata, polityk (zm. 2003)
  - Isidoro Sota, meksykański piłkarz, bramkarz (zm. 1976)
- 1903:
  - Aleksander Imich, amerykański chemik, parapsycholog, superstulatek pochodzenia polsko-żydowskiego (zm. 2014)
  - Mirosław Szabuniewicz, polski architekt (zm. 1988)
- 1904:
  - Deng Yingchao, chińska działaczka komunistyczna, feministka (zm. 1992)
  - MacKinlay Kantor, amerykański pisarz, scenarzysta filmowy, dziennikarz pochodzenia żydowskiego (zm. 1977)
  - Jan Łangowski, polski działacz polonijny w Niemczech (zm. 1953)
  - Władysław Łodej, polski partyzant zaangażowany w akcję pomocy Żydom (zm. 1942)
- 1905:
  - Kazimierz Passowicz, polski zoolog (zm. 1945)
  - Andrés Rivero Agüero, kubański polityk, premier Kuby (zm. 1997)
- 1906:
  - Dietrich Bonhoeffer, niemiecki teolog luterański (zm. 1945)
  - Marian Iwańciów, polski malarz, grafik, pedagog (zm. 1971)
  - Fritz Kraatz, szwajcarski hokeista, dentysta (zm. 1992)
  - Clyde Tombaugh, amerykański astronom (zm. 1997)
- 1907:
  - Julian Hendler, polski harcmistrz (zm. 2008)
  - Wera Obermüller, polska szachistka (zm. 1967)
  - Gerda Paumgarten, austriacka narciarka alpejska (zm. 2000)
- 1909:
  - René Gruau, włoski ilustrator (zm. 2004)
  - Witold Majchrzycki, polski bokser (zm. 1993)
- 1910:
  - Janina Brochwiczówna, polska aktorka, artystka kabaretowa, piosenkarka (zm. 1997)
  - Janina Dorman, polska aktorka, reżyserka, pisarka, nauczycielka (zm. 2004)
  - František Rauch, czeski pianista, pedagog (zm. 1996)
- 1911:
  - Art Mooney, amerykański piosenkarz (zm. 1993)
  - Francisco Rúa, argentyński piłkarz (zm. 1993)
- 1912:
  - Erich Leinsdorf, amerykański dyrygent pochodzenia austriackiego (zm. 1993)
  - Louis-Albert Vachon, kanadyjski kardynał (zm. 2006)
- 1913 – Rosa Parks, amerykańska obrończyni praw człowieka (zm. 2005)
- 1914:
  - Alfred Andersch, niemiecki pisarz (zm. 1980)
  - Severino Compagnoni, włoski biegacz narciarski (zm. 2006)
- 1916 – Octavio Troianescu, rumuński szachista (zm. 1980)
- 1917:
  - Severino Compagnoni, włoski biegacz narciarski (zm. 2006)
  - Jahja Khan, pakistański polityk, prezydent Pakistanu (zm. 1980)
  - Franciszka Mann, polska tancerka pochodzenia żydowskiego (zm. 1943?)
  - Marek Szapiro, polski neurolog, szachista pochodzenia żydowskiego (zm. 2002)
- 1918:
  - Fiodor Kułakow, radziecki polityk (zm. 1978)
  - Ida Lupino, brytyjsko-amerykańska aktorka, reżyserka i scenarzystka filmowa (zm. 1995)
  - Luigi Pareyson, włoski filozof (zm. 1991)
- 1919:
  - Krystyna Berwińska, polska pisarka, tłumaczka (zm. 2016)
  - Peter Butterworth, brytyjski aktor (zm. 1979)
  - Widukind Lenz, niemiecki pediatra (zm. 1995)
  - Janet Waldo, amerykańska aktorka (zm. 2016)
- 1920:
  - Aleksiej Balasnikow, radziecki kapitan pilot, as myśliwski (zm. 1986)
  - Tadeusz Czajka, polski pisarz (zm. 2007)
  - Julian Jastrzębski, polski polityk, poseł na Sejm PRL (zm. 2006)
  - Johannes Jobst, niemiecki duchowny katolicki, biskup Broome w Australii (zm. 2014)
- 1921:
  - Betty Friedan, amerykańska pisarka, działaczka społeczna (zm. 2006)
  - Lotfi Zadeh, azerski automatyk, logik (zm. 2017)
- 1922:
  - Marian Jabłoński, polski piłkarz (zm. 2004)
  - Bogdan Śliwa, polski szachista (zm. 2003)
- 1923:
  - Conrad Bain, kanadyjski aktor (zm. 2013)
  - Belisario Betancur, kolumbijski prawnik, pisarz, dziennikarz, polityk, prezydent Kolumbii (zm. 2018)
  - Donald M. Nicol, brytyjski historyk, bizantynolog, wykładowca akademicki (zm. 2003)
  - Andrzej Rozmarynowicz, polski prawnik, polityk, senator RP (zm. 1999)
- 1924:
  - Alberto Giglioli, włoski duchowny katolicki, biskup Montepulciano-Chiusi-Pienza (zm. 2005)
  - Tadeusz Minc, polski aktor, reżyser teatralny (zm. 1992)
- 1925:
  - Helena Kisiel, polska historyk, archiwistka, działaczka społeczna (zm. 2015)
  - Arno Puškáš, słowacki taternik, alpinista, przewodnik tatrzański, publicysta, grafik (zm. 2001)
- 1926:
  - Helena Wanda Błażusiak-Pawlik, polska łączniczka, sanitariuszka, żołnierka AK (zm. 1999)
  - Gyula Grosics, węgierski piłkarz (zm. 2014)
- 1927:
  - Arthur Cohn, szwajcarski producent filmowy
  - Lucia Danieli, włoska śpiewaczka operowa (mezzosopran) (zm. 2005)
  - Rolf Landauer, amerykański fizyk pochodzenia niemieckiego (zm. 1999)
  - Tore Svensson, szwedzki piłkarz, bramkarz (zm. 2002)
- 1928:
  - Wasilij Buzunow, rosyjski piłkarz, hokeista (zm. 2004)
  - Joanna Flatau, polska psychiatra (zm. 1999)
  - Kim Yŏng Nam, północnokoreański polityk
- 1929:
  - Reino Börjesson, szwedzki piłkarz (zm. 2023)
  - Neil Johnston, amerykański koszykarz (zm. 1978)
  - Jan Procházka, czeski dramaturg, scenarzysta filmowy, polityk (zm. 1971)
  - Gilberto Valbuena Sánchez, meksykański duchowny katolicki, biskup Colima (zm. 2021)
  - Eduard Zimmermann, niemiecki dziennikarz, ekspert w dziedzinie bezpieczeństwa (zm. 2009)
  - Francisco Zuluaga, kolumbijski piłkarz, trener (zm. 1993)
- 1930:
  - Jim Loscutoff, amerykański koszykarz (zm. 2015)
  - Stan Newens, brytyjski polityk (zm. 2021)
  - Borislav Pekić, serbski pisarz, scenarzysta filmowy (zm. 1992)
  - Joseph Ventaja, francuski bokser (zm. 2003)
- 1931:
  - Peter Brotherton, brytyjski kolarz torowy
  - Isabel Perón, argentyńska polityk, wiceprezydent i prezydent Argentyny
  - Andrzej Wiktor, polski zoolog, wykładowca akademicki (zm. 2018)
- 1932:
  - Robert Coover, amerykański pisarz (zm. 2024)
  - Shigeo Fukuda, japoński grafik, plakacista, malarz (zm. 2009)
  - Wojciech Kowalczyk, polski architekt (zm. 1988)
- 1933:
  - Maria Chwalibóg, polska aktorka (zm. 2024)
  - Toshi Ichiyanagi, japoński pianista, kompozytor (zm. 2022)
  - Jimmy Murray, szkocki piłkarz (zm. 2015)
  - Jérôme Owono-Mimboe, kameruński duchowny katolicki, biskup Obala (zm. 2016)
  - Marian Papis, polski dziennikarz, samorządowiec, polityk
  - Freidoune Sahebjam, francuski pisarz, dziennikarz pochodzenia iranńskiego (zm. 2008)
- 1934:
  - Felipe Aguirre Franco, meksykański duchowny katolicki, arcybiskup Acapulco
  - Bruce Malmuth, amerykański reżyser filmowy (zm. 2005)
- 1935 – Barbara Ślizowska, polska gimnastyczka sportowa (zm. 2023)
- 1936:
  - Giorgio Biguzzi, włoski duchowny katolicki, biskup Makeni (zm. 2024)
  - Michel Méranville, francuski duchowny katolicki, arcybiskup Fort-de-France
- 1937:
  - John Devitt, australijski pływak (zm. 2023)
  - Galina Jermołajewa, rosyjska kolarka torowa
  - Magnar Solberg, norweski biathlonista
  - Piergiuseppe Vacchelli, włoski duchowny katolicki, arcybiskup
- 1938:
  - Halina Górecka, polsko-niemiecka lekkoatletka, sprinterka
  - Isao Inokuma, japoński judoka (zm. 2001)
  - Zygmunt Malanowicz, polski aktor (zm. 2021)
  - Jim Nicholson, amerykański prawnik, przedsiębiorca, polityk, dyplomata
  - Thaddeus Radzilowski, polsko-amerykański historyk, publicysta, działacz polonijny (zm. 2018)
- 1939:
  - Andrzej Stanisław Barczak, polski ekonomista (zm. 2019)
  - Wiktor Prudnikow, rosyjski generał (zm. 2015)
  - Norbert Wojciechowski, polski wydawca, poligraf, działacz opozycji antykomunistycznej, samorządowiec, polityk (zm. 2019)
- 1940:
  - Carla Barbarella, włoska politolog, polityk, eurodeputowana
  - Krzysztof Kolasiński, polski prawnik, sędzia Trybunału Konatytucyjnego (zm. 2003)
  - George A. Romero, amerykański reżyser i scenarzysta filmowy pochodzenia hiszpańskiego (zm. 2017)
  - Annemarie Waser, szwajcarska narciarka alpejska
- 1941:
  - Kaarlo Kangasniemi, fiński sztangista
  - Peter Lötscher, szwajcarski szpadzista (zm. 2017)
  - Jiří Raška, czeski skoczek narciarski (zm. 2012)
  - Laisenia Qarase, fidżyjski polityk, premier Fidżi (zm. 2020)
  - John Steel, brytyjski perkusista, członek zespołu The Animals
- 1942:
  - Dragomir Milošević, serbski generał, zbrodniarz wojenny
  - Joaquim Rifé, hiszpański piłkarz, trener
  - Danuta Straszyńska, polska lekkoatletka, płotkarka i sprinterka
- 1943:
  - Hanna Balińska, polska aktorka
  - Sigitas Geda, litewski poeta (zm. 2008)
  - Wanda Rutkiewicz, polska alpinistka, himalaistka (zm. 1992)
- 1944:
  - Bernd Dietrich, niemiecki wokalista, kompozytor, producent muzyczny
  - Serge Ducosté, haitański piłkarz (zm. 2024)
  - Stefan Niesiołowski, polski zoolog, wykładowca akademicki, działacz opozycji w okresie PRL, polityk, poseł na Sejm i senator RP
- 1945:
  - Maurice Gardès, francuski duchowny katolicki, arcybiskup Auch
  - Cwjatko Paszkulew, bułgarski zapaśnik (zm. 2019)
  - Michał Warczyński, polski duchowny ewangelicki, biskup pomorsko-wielkopolski
- 1946:
  - Esteban Escudero Torres, hiszpański duchowny katolicki, biskup Palencii, biskup pomocniczy Walencji (zm. 2025)
  - Salomón Lerner Ghitis, peruwiański polityk, premier Peru
  - Ivano Marescotti, włoski aktor (zm. 2023)
  - Maciej Niesiołowski, polski wiolonczelista, dyrygent
  - Pietro Santoro, włoski duchowny katolicki, biskup Avezzano
  - Paul Van Nevel, belgijski dyrygent, muzykolog, historyk sztuki
- 1947:
  - Halina Aszkiełowicz, polska siatkarka (zm. 2018)
  - Dennis Blair, amerykański admirał, polityk
  - Aleksander Błaszczyk, polski matematyk, wykładowca akademicki, polityk
  - Sam Malcolmson, nowozelandzki piłkarz (zm. 2024)
  - Péter Máté, węgierski piosenkarz, pianista, kompozytor (zm. 1984)
  - Stan Pilecki, australijski rugbysta pochodzenia polskiego (zm. 2017)
  - Dan Quayle, amerykański polityk, wiceprezydent USA
  - Stanisław Szudrowicz, polski lekkoatleta, skoczek w dal i sprinter (zm. 2019)
  - Ram Baran Yadav, nepalski polityk, prezydent Nepalu
- 1948:
  - Alice Cooper, amerykański wokalista i muzyk hardrockowy
  - Wiktor Domuchowski, gruziński fizyk, polityk (zm. 2013)
  - Rod Grams, amerykański polityk, senator (zm. 2013)
  - Ryszard Grodzicki, polski prawnik, polityk, poseł na Sejm RP
- 1949:
  - Rasim Delić, bośniacki generał (zm. 2010)
  - Krzysztof Zakrzewski, polski aktor (zm. 2021)
- 1950:
  - Linda Bassett, brytyjska aktorka
  - Jerry Heidenreich, amerykański pływak (zm. 2002)
- 1951:
  - Patrick Bergin, irlandzki aktor
  - Phil Ehart, amerykański perkusista, członek zespołu Kansas
  - Mick Woodmansey, brytyjski perkusista
  - Lech Żurkowski, polski malarz, kaligraf
- 1952:
  - Wojciech Błasiak, polski socjolog, polityk, poseł na Sejm RP
  - Arkadiusz Godel, polski florecista
  - Bolesław Proch, polski żużlowiec (zm. 2012)
  - Jenny Shipley, nowozelandzka polityk, premier Nowej Zelandii
  - Andrzej Strzelecki, polski aktor, reżyser teatralny, scenarzysta, satyryk, pedagog (zm. 2020)
- 1953:
  - José María Barreda, hiszpański samorządowiec, polityk
  - Artur Borzewski, polski scenarzysta filmowy
  - Andrzej Flis, polski antropolog, socjolog, wykładowca akademicki (zm. 2009)
  - Kitarō, japoński muzyk, kompozytor
  - Benno Magnusson, szwedzki piłkarz
  - Awigdor Moskowicz, izraelski koszykarz
  - Swietłana Ulmasowa, radziecka lekkoatletka, biegaczka długodystansowa (zm. 2009)
- 1954:
  - Shigeru Chiba, japoński aktor głosowy
  - Andriej Karłow, rosyjski dyplomata (zm. 2016)
  - Jelica Pavličić, chorwacka lekkoatletka, sprinterka
- 1955:
  - Mirosław Bielawski, polski wokalista, członek zespołu Bank
  - Leszek Bolanowski, polski polonista, autor tekstów piosenek, kompozytor, reżyser, pisarz
  - Andrzej Chodakowski, polski hokeista
  - Graeme Crosby, nowozelandzki motocyklista wyścigowy
  - Mikuláš Dzurinda, słowacki polityk, premier Słowacji
  - Andrzej Ostrowski, polski doktor habilitowany nauk o kulturze fizycznej, wykładowca akademicki, autor podręczników, kapitan jachtowy i motorowodny, trener pływania
  - Jonathan Partington, brytyjski matematyk, wykładowca akademicki
  - Miki Rosenthal, izraelski dziennikarz, scenarzysta, producent telewizyjny, polityk
  - Jan Starzyński, polski prawnik, samorządowiec, prezydent Pruszkowa
- 1956:
  - Guo Yuehua, chiński tenisista stołowy
  - Leszek Hensler, polski hokeista na trawie (zm. 2015)
  - Ryszard Wojnakowski, polski tłumacz literatury niemieckojęzycznej
- 1957:
  - Christy Coté, amerykańska tancerka i nauczycielka tanga argentyńskiego
  - Don Davis, amerykański kompozytor muzyki filmowej
  - Grzegorz Figura, polski, samorządowiec, polityk, poseł na Sejm RP
  - Shigeru Ishiba, japoński polityk
  - Patrick Le Hyaric, francuski dziennikarz, polityk
- 1958:
  - Kjell Ola Dahl, norweski pisarz
  - Guina, brazylijski piłkarz, trener
  - Kazuaki Nagasawa, japoński piłkarz
  - Tomasz Pacyński, polski pisarz fantasy i science fiction (zm. 2005)
  - Werner Schwab, austriacki dramaturg (zm. 1994)
- 1959:
  - Sławomir Kopyść, polski nauczyciel, samorządowiec, członek zarządu województwa kujawsko-pomorskiego
  - Cornelia Pieper, niemiecka polityk
  - Christian Schreier, niemiecki piłkarz, trener
- 1960:
  - Tim Booth, brytyjski aktor, tancerz, wokalista, członek zespołu James
  - Jenette Goldstein, amerykańska aktorka pochodzenia żydowskiego
  - Adrienne King, amerykańska aktorka, tancerka, malarka
  - Jonathan Larson, amerykański kompozytor, dramaturg (zm. 1996)
  - Eddy Voordeckers, belgijski piłkarz
- 1961:
  - Gilbert Houngbo, togijski polityk, premier Togo
  - Jerzy Pawełek, polski siatkarz (zm. 2005)
  - Ojrat Säduow, kazachski piłkarz, trener
  - Denis Savard, kanadyjski hokeista
  - Rafał Zagozdon, polski samorządowiec, prezydent Tomaszowa Mazowieckiego
  - Rajendranath Zutshi, indyjski aktor
- 1962:
  - Clint Black, amerykański muzyk i wokalista country, producent muzyczny
  - Christopher Buchholz, niemiecki aktor
  - Vern Fleming, amerykański koszykarz
  - Stephen Hammond, brytyjski polityk
  - Michael Riley, kanadyjski aktor
  - Žiga Turk, słoweński informatyk, nauczyciel akademicki, polityk
  - Alfred Twardecki, polski historyk, tłumacz
- 1963:
  - Kevin Wasserman, amerykański gitarzysta, członek zespołu The Offspring
  - Pirmin Zurbriggen, szwajcarski narciarz alpejski
- 1964:
  - Elżbieta Bieńkowska, polska urzędniczka samorządowa, polityk, senator RP, wicepremier i minister infrastruktury i rozwoju, eurokomisarz
  - Ołeh Protasow, ukraiński piłkarz
  - Marc Van Der Linden, belgijski piłkarz
  - Wiaczesław Wołodin, rosyjski polityk, przewodniczący Dumy Państwowej
- 1965:
  - Myrtle Augee, brytyjska lekkoatletka, kulomiotka, sztangistka, trójboistka siłowa
  - Juan Curuchet, argentyński kolarz torowy
  - John van Loen, holenderski piłkarz
  - Petr Muk, czeski muzyk, wokalista, członek zespołów Oceán i Shalom (zm. 2010)
- 1966:
  - Niels Henriksen, duński wioślarz
  - Maciej Jahnz, polski gitarzysta, członek zespołów: Slavoy, Houk i Flapjack
  - Wiaczesław Jekimow, rosyjski kolarz szosowy i torowy
  - Kyōko Koizumi, japońska aktorka, piosenkarka
  - María Jesús Montero, hiszpańska działaczka samorządowa, polityk
  - Marjut Rolig, fińska biegaczka narciarska
  - Guy Spier, południowoafrykański inwestor
- 1967:
  - Trond-Arne Bredesen, norweski dwuboista klasyczny
  - Siergiej Grińkow, rosyjski łyżwiarz figurowy (zm. 1995)
  - Alicia Kinoshita, japońska żeglarka sportowa
  - Georges Mathonnet, francuski judoka
  - Michał Mazowiecki, polski polityk, poseł na Sejm RP
  - Alan Permane, brytyjski inżynier wyścigowy
  - Marek Sowa, polski samorządowiec, polityk, marszałek województwa małopolskiego, poseł na Sejm RP
  - Krzysztof Zagórski, polski piłkarz, trener
- 1968:
  - Joachim Brudziński, polski politolog, dziennikarz, polityk, poseł, wicemarszałek Sejmu RP, minister spraw wewnętrznych i administracji, eurodeputowany
  - Beate Gummelt, niemiecka lekkoatletka, chodziarka
  - Grzegorz Jarzyna, polski reżyser teatralny
  - Antonio Muñoz Gómez, hiszpański piłkarz
  - Éric Sikora, francuski piłkarz pochodzenia polskiego
  - Sami Trabelsi, tunezyjski piłkarz
- 1969:
  - Dallas Drake, kanadyjski hokeista
  - Brandy Ledford, amerykańska aktorka
  - Johnny Mølby, duński piłkarz, trener
- 1970:
  - Gabrielle Anwar, brytyjska aktorka
  - Kevin Campbell, angielski piłkarz (zm. 2024)
  - Gilberto Hernández Guerrero, meksykański szachista, trener
  - Marina Jelcowa, rosyjska łyżwiarka figurowa, trenerka
  - James Murphy, amerykański muzyk, didżej, producent muzyczny
  - Nick Raskulinecz, amerykański muzyk, producent muzyczny, inżynier dźwięku
  - Eugene Rhuggenaath, polityk z Curaçao, premier
  - Mirosław Waligóra, polski piłkarz
  - Tomoko Yoshihara, japońska siatkarka
- 1971:
  - Tiziana Beghin, włoska polityk, eurodeputowana
  - Samwieł Danijelan, rosyjski zapaśnik
  - Marco Ferrante, włoski piłkarz
  - Eric Garcetti, amerykański polityk, burmistrz Los Angeles
  - Arkadiusz Mularczyk, polski adwokat, polityk, poseł na Sejm RP
  - Dario Rubén Quintana, argentyński duchowny katolicki, biskup pomocniczy Mar del Plata
  - Dario Rota, szwajcarski piłkarz
  - Nikki Stone, amerykańska narciarka dowolna
  - Zbigniew Wójcik, polski piłkarz
- 1972:
  - Paweł Gil, polski hokeista, trener
  - Piotr Gil, polski hokeista
  - Dara Ó Briain, irlandzki komik, prezenter telewizyjny
  - Giovanni Silva de Oliveira, brazylijski piłkarz
  - Vincent Walsh, kanadyjski aktor pochodzenia irlandzkiego
- 1973:
  - Óscar de la Hoya, amerykański bokser pochodzenia meksykańskiego
  - Gilberto Jiménez, meksykański piłkarz, trener
  - Agata Passent, polska dziennikarka, felietonistka
  - Łukasz Rudnicki, polski malarz, rysownik (zm. 2020)
  - Fernando Zuniga, ekwadorski bokser
- 1974:
  - Urmila Matondkar, indyjska aktorka
  - Pauli Trond Petersen, farerski przedsiębiorca, polityk
  - Craig Russell, angielski piłkarz
  - Jeff Schroeder, amerykański gitarzysta, członek zespołu The Smashing Pumpkins
- 1975:
  - Siegfried Grabner, austriacki snowboardzista
  - Jan Hruška, czeski kolarz szosowy
  - Natalie Imbruglia, australijska piosenkarka, aktorka
  - Pietro Taricone, włoski aktor (zm. 2010)
  - Wang Lei, chińska szachistka
- 1976:
  - Cam’ron, amerykański raper, aktor
  - Toshiaki Fushimi, japoński kolarz torowy
  - Eduard Gricun, rosyjski kolarz torowy i szosowy
  - Masaki Kanō, japoński kierowca wyścigowy
  - Murat Şahin, turecki piłkarz, bramkarz
  - Daniel Wiemer, niemiecki aktor, muzyk, wokalista, członek zespołu TheMannMannMannManns
- 1977:
  - Marcin Chochlew, polski aktor
  - Gavin DeGraw, amerykański piosenkarz
  - Marzena Nowak, polska artystka
- 1978:
  - Dorota Burdzel, polska siatkarka
  - Tomasz Dawidowski, polski piłkarz
  - Danna García, kolumbijska aktorka
  - Harriet Hunt, brytyjska szachistka
  - Mathurin Kameni, kameruński piłkarz, bramkarz
- 1979:
  - Zbigniew Joskowski, polski franciszkanin, poeta, prozaik
  - Jeff Morrison, amerykański tenisista
  - Giorgio Pantano, włoski kierowca wyścigowy
  - Ebrahim Sadegi, irański piłkarz
  - Gabrijela Žalac, chorwacka ekonomistka, polityk
- 1980:
  - Tomasz Chrzanowski, polski żużlowiec
  - Amer Deeb, jordański piłkarz
  - Gary Kikaya, kongijski lekkoatleta, sprinter
  - Satoru Kitaoka, japoński zawodnik MMA
  - Dimitri Sartison, niemiecki bokser pochodzenia kazachskiego
- 1981:
  - Alaksiej Baha, białoruski piłkarz, trener
  - Mikołaj Bogdanowicz, polski polityk, wojewoda kujawsko-pomorski
  - Paulien van Deutekom, holenderska łyżwiarka szybka (zm. 2019)
  - Jason Kapono, amerykański koszykarz
  - Sérgio Marone, brazylijski aktor pochodzenia włoskiego
  - Risto Mattila, fiński snowboardzista
  - Adrian Topol, niemiecki zawodnik sportów walki, aktor pochodzenia polskiego
  - Johan Vansummeren, belgijski kolarz szosowy
- 1982:
  - Moïse Brou Apanga, gaboński piłkarz (zm. 2017)
  - Peter Dawson, australijski kolarz szosowy i torowy
  - Mateusz Głowacki, polski reżyser i scenarzysta filmowy
  - Dorota Jędrusińska, polska lekkoatletka, sprinterka
  - Iwan Niepriajew, rosyjski hokeista
  - Ivars Timermanis, łotewski koszykarz
  - Roman Wallner, austriacki piłkarz
  - Kimberly Wyatt, amerykańska tancerka, piosenkarka, aktorka
- 1983:
  - Youness Mankari, marokański piłkarz, trener
  - Iskra Mijalić, chorwacka siatkarka
  - Lee Stempniak, amerykański hokeista pochodzenia polskiego
  - Tamer Tıraşoğlu, turecko-niemiecki aktor
  - Losza Vera, polski piosenkarz, autor tekstów, kompozytor
  - Dajuan Wagner, amerykański koszykarz
- 1984:
  - Mariko Ebralidze, gruzińska piosenkarka
  - Jarosław Grzesik, polski hokeista
  - Kim Mi-Na, włoska siatkarka
  - Brittney Page, kanadyjska siatkarka
  - Mauricio Pinilla, chilijski piłkarz
- 1985:
  - Apostolos Gundulas, grecki wioślarz
  - Nikolaos Gundulas, grecki wioślarz
  - Katarzyna Krężel, polska koszykarka
  - David Lazzaroni, francuski skoczek narciarski
  - Wojciech Łukasiewicz, polski rugbysta
- 1986:
  - Carolin Hennecke, niemiecka biathlonistka
  - Ricardo Jérez, gwatemalski piłkarz, bramkarz
  - Geoffrey Jourdren, francuski piłkarz, bramkarz
  - Tian Liang, chińska wioślarka
- 1987:
  - Dawid Banaszek, polski rugbysta
  - Aleksandra Dawidowicz, polska kolarka górska
  - Benjamin Lang, francuski wioślarz
  - Darren O’Dea, irlandzki piłkarz
  - Lucie Šafářová, czeska tenisistka
- 1988:
  - Jekatierina Bolszowa, rosyjska lekkoatletka, wieloboistka
  - Lætitia Denis, francuska lekkoatletka, płotkarka i sprinterka pochodzenia kameruńskiego
  - Jeff Horn, australijski bokser
  - Agnieszka Rusin, polska snowboardzistka
  - Linda de Vries, holenderska łyżwiarka szybka
- 1989:
  - Lavoy Allen, amerykański koszykarz
  - Ołeksandra Chomenczuk, ukraińska koszykarka
  - Joel Ekstrand, szwedzki piłkarz
  - Ion Izagirre, hiszpański kolarz szosowy
  - Jewgienija Rodina, rosyjska tenisistka
- 1990:
  - Dominika Machnacka, polska piłkarka
  - Nairo Quintana, kolumbijski kolarz szosowy
  - Katerina Stefanidi, grecka lekkoatletka, tyczkarka
  - Haruka Tomatsu, japońska aktorka głosowa, piosenkarka
- 1991:
  - Fred Evans, walijski bokser
  - Mathew Leckie, australijski piłkarz
  - Ewelina Marcisz, polska biegaczka narciarska
  - Zvonko Pamić, chorwacki piłkarz
- 1992:
  - Irene Cheptai, kenijska lekkoatletka, biegaczka długodystansowa
  - Erik Daniel, czeski piłkarz pochodzenia słowackiego
  - Saulo Decarli, szwajcarski piłkarz
  - Emily Hartong, amerykańska siatkarka
  - Zurabi Iakobiszwili, gruziński zapaśnik
  - Dawid Runtz, polski dyrygent
  - Paulina Woźniak, polska pływaczka
- 1993:
  - Rachid Aït-Atmane, algierski piłkarz
  - Aleksandra Babincewa, rosyjska judoczka
  - Kuban, polski raper
  - Batboldyn Nomin, mongolski zapaśnik
  - Karolina Owczarz, polska pięściarka, dziennikarka sportowa
  - Anouk Vetter, holenderska lekkoatletka, wieloboistka
- 1994:
  - Miguel Ángel López, kolumbijski kolarz szosowy
  - Carlos Julio Martínez, dominikański piłkarz
  - Tanaporn Polrueng, tajska siatkarka
  - Alexia Putellas, hiszpańska piłkarka
- 1995:
  - Sierob Grigorian, ormiański piłkarz pochodzenia rosyjskiego
  - Anastasija Kuleszowa, rosyjska biegaczka narciarska
  - Pione Sisto, duński piłkarz pochodzenia ugandyjskiego
  - Lisa Vittozzi, włoska biathlonistka
- 1996:
  - Paweł Krefft, polski koszykarz
  - Andriej Kuźmienko, rosyjski hokeista
  - Bruno Lima, argentyński siatkarz
- 1997:
  - Ayami Nakajō, japońska aktorka, modelka
  - Ivan Rabb, amerykański koszykarz
- 1998:
  - Eray Cömert, szwajcarski piłkarz pochodzenia tureckiego
  - Kaylah McPhee, australijska tenisistka
  - Malik Monk, amerykański koszykarz
  - Yoshiyuki Ogata, japoński wspinacz sportowy
  - Maximilian Wöber, austriacki piłkarz
- 1999:
  - Martyna Klatt, polska kajakarka
  - Gilberto Sepúlveda, meksykański piłkarz
  - Veljko Stojnić, serbski kolarz szosowy
- 2000:
  - Jerkebułan Siejdachmiet, kazachski piłkarz
  - Vincent Thill, luksemburski piłkarz
- 2001:
  - Indy Baijens, holenderska siatkarka
  - Jenno Berckmoes, belgijski kolarz szosowy
  - Li Wenlong, chiński łyżwiarz szybki, specjalista short tracku
- 2002:
  - Eryk Kołodziejczak, polski lekkoatleta, oszczepnik
  - Harold Mayot, francuski tenisista
- 2003:
  - Rasmus Højlund, duński piłkarz
  - Edvin Ryding, szwedzki aktor
- 2004 – Mathías Suárez, paragwajski piłkarz

## Zmarli
- 211 – Septymiusz Sewer, cesarz rzymski (ur. 145 lub 146)
- 708 – Syzyniusz, papież (ur. ?)
- 856 – Hraban Maur, niemiecki duchowny katolicki, arcybiskup Moguncji, uczony (ur. ok. 780)
- 1189 – Gilbert z Sempringham, normański zakonnik, teolog, święty (ur. ok. 1083)
- 1412 – As-Salih al-Mansur Hadżdżi, marionetkowy sułtan mameluków (ur. 1372)
- 1475 – Georg I von Schaumberg, niemiecki duchowny katolicki, biskup Bamberga (ur. 1390)
- 1493 – Ardicino della Porta, włoski duchowny katolicki, biskup Alérii, kardynał (ur. 1434)
- 1498 – Antonio del Pollaiolo, florencki rzeźbiarz, złotnik, malarz (ur. 1429/33)
- 1505 – Joanna de Valois, królowa Francji, zakonnica, święta (ur. 1464)
- 1508 – Konrad Celtis, niemiecki humanista, poeta (ur. 1459)
- 1523 – Cyryl Nowojezierski, rosyjski święty, mnich prawosławny (ur. ?)
- 1553 – Caspar Othmayr, niemiecki kompozytor (ur. 1515)
- 1555 – John Rogers, angielski duchowny anglikański, tłumacz i komentator Biblii, męczennik (ur. 1500)
- 1563 – Wilhelm Hohenzollern, niemiecki duchowny katolicki, arcybiskup Rygi (ur. 1498)
- 1590 – Gioseffo Zarlino, włoski teoretyk muzyki, kompozytor (ur. 1517)
- 1593 – Andrzej Brzechwa, polski benedyktyn (ur. ?)
- 1612 – Józef z Leonessy, włoski kapucyn, kaznodzieja, misjonarz, święty (ur. 1556)
- 1615 – Giambattista della Porta, włoski uczony, wynalazca, lekarz, literat (ur. 1535)
- 1617 – Lodewijk Elzevier, niderlandzki księgarz, wydawca (ur. ok. 1540)
- 1624 – Vicente Espinel, hiszpański muzyk, poeta (ur. 1550)
- 1668 – Władysław Jerzy Chalecki, strażnik wielki litewski, starosta i podkomorzy mozyrski (ur. 1606)
- 1694 – Natalia Naryszkina, caryca Rosji (ur. 1651)
- 1713 – Anthony Ashley-Cooper, brytyjski filozof, etyk (ur. 1671)
- 1738 – Joseph Süß Oppenheimer, niemiecki kupiec pochodzenia żydowskiego (ur. 1692)
- 1746 – Robert Blair, szkocki poeta (ur. 1699)
- 1752 – Ludwik I Burbon-Orleański, książę Orleanu i Montpensier, dowódca wojskowy (ur. 1703)
- 1765 – Jean-Jacques Blaise d’Abbadie, francuski administrator kolonialny (ur. 1726)
- 1766 – Johann Franz Hoffmann, śląski malarz (ur. 1699 lub 1701)
- 1774 – Charles Marie de La Condamine, francuski geodeta, matematyk, podróżnik (ur. 1701)
- 1781 – Josef Mysliveček, czeski kompozytor (ur. 1737)
- 1787 – Pompeo Batoni, włoski malarz (ur. 1708)
- 1795 – Johann Ehrenreich von Fichtel, austriacki prawnik, geolog, mineralog (ur. 1732)
- 1799 – Étienne-Louis Boullée, francuski architekt (ur. 1728)
- 1805 – John Sloss Hobart, amerykański polityk (ur. 1738)
- 1809 – Philemon Dickinson, amerykański prawnik, polityk (ur. 1839)
- 1816 – Robert Hobart, brytyjski arystokrata, polityk (ur. 1760)
- 1824 – Maria Anna Wittelsbach, księżniczka Palatynatu-Birkenfeld, księżna w Bawarii (ur. 1753)
- 1833 – Bon-Joseph Dacier, francuski arystokrata, filolog, literat, erudyta (ur. 1742)
- 1837 – John Latham, brytyjski lekarz, ornitolog, przyrodnik (ur. 1740)
- 1847 – Henri Dutrochet, francuski lekarz, fizjolog, botanik (ur. 1776)
- 1852 – August Wilkoński, polski prozaik, satyryk, krytyk literacki, uczestnik powstania listopadowego (ur. 1805)
- 1854 – Iwan Müller, niemiecki klarnecista, kompozytor, budowniczy instrumentów muzycznych (ur. 1786)
- 1862 – Heinrich Schmückert, pruski urzędnik pocztowy (ur. 1790)
- 1863 – Franciszek Godlewski, polski działacz niepodległościowy, uczestnik powstania styczniowego (ur. ok. 1834)
- 1871 – Hermann von Pückler-Muskau, niemiecki arystokrata, ogrodnik, pisarz, podróżnik (ur. 1785)
- 1884 – Christoph Bernhard Schlüter, niemiecki filozof, poeta, tłumacz (ur. 1801)
- 1886:
  - Natan Kallir, austriacki bankier, polityk pochodzenia żydowskiego (ur. 1821)
  - Hans Victor von Unruh, niemiecki inżynier budownictwa, polityk (ur. 1806)
- 1888:
  - Giovanni Battista Agnozzi, włoski duchowny katolicki, dyplomata papieski (ur. 1821)
  - Jehuda Lejb Eiger, polski rabin (ur. 1815)
- 1889 – William Matthew Merrick, amerykański prawnik, polityk (ur. 1818)
- 1892 – Grzegorz Ziembicki, polski lekarz, polityk (ur. 1806)
- 1894:
  - Louis Lewandowski, niemiecki kompozytor, kantor pochodzenia żydowskiego (ur. 1821)
  - Adolphe Sax, belgijski konstruktor saksofonu (ur. 1814)
- 1898 – Michał Lenartowicz, polski notariusz, polityk (ur. 1833)
- 1901 – Svetozar Miletić, serbski prawnik, publicysta, polityk (ur. 1826)
- 1904 – Kazuyoshi Taguchi, japoński anatom, wykładowca akademicki (ur. 1838)
- 1910 – Fryderyk Jelen, polski duchowny protestancki, superintendent generalny Kościoła Ewangelicko-Reformowanego w Królestwie Polskim pochodzenia czeskiego (ur. 1851)
- 1912:
  - Józef Delkiewicz, polski duchowny greckokatolicki, historyk Kościoła, wykładowca akademicki, polityk (ur. 1822)
  - Leon Pastor, polski duchowny katolicki, polityk (ur. 1846)
  - Franz Reichelt, austriacki krawiec, wynalazca (ur. 1879)
  - Jakub Rosenthal, polski ginekolog-położnik pochodzenia żydowskiego (ur. 1844)
- 1913:
  - Bohdan Krynicki, polski prawnik, polityk pochodzenia ukraińskiego (ur. 1862)
  - Franz Xavier Nagl, austriacki duchowny katolicki, arcybiskup Wiednia, kardynał (ur. 1855)
- 1914 – Frederick Lorz, amerykański lekkoatleta, maratończyk (ur. 1884)
- 1915 – Mary Elizabeth Braddon, brytyjska pisarka (ur. 1837)
- 1916 – Friedrich Bernhardi, niemiecki przemysłowiec (ur. 1838)
- 1917:
  - Karl Lindholm, rosyjski żeglarz sportowy pochodzenia szwedzkiego (ur. 1860)
  - Antoni Małłek, polski kompozytor, dyrygent, działacz polonijny (ur. 1851)
- 1918 – Saneyuki Akiyama, japoński admirał (ur. 1868)
- 1919:
  - Moritz Fasal, austriacki przedsiębiorca pochodzenia żydowskiego (ur. 1841)
  - Jelizawieta Ławrowska, rosyjska śpiewaczka operowa (mezzosopran) (ur. 1845)
- 1920:
  - Feliks Błaszkiewicz, polski podporucznik obserwator (ur. 1893)
  - Jean Louis Émile Boudier, francuski aptekarz, mykolog (ur. 1828)
  - Wiktor Lang, polski porucznik pilot, powstaniec wielkopolski (ur. 1895)
  - Kazimierz Swoszowski, polski porucznik pilot-obserwator (ur. 1893)
- 1921:
  - Carl Hauptmann, niemiecki pisarz (ur. 1858)
  - Metody (Krasnopiorow), rosyjski biskup prawosławny, święty nowomęczennik (ur. 1868)
- 1922 – Wincenty Dłużak, polski rolnik, działacz gospodarczy, polityk (ur. 1874)
- 1923 – Giuseppe Antonio Ermenegildo Prisco, włoski duchowny katolicki, arcybiskup metropolita Neapolu, kardynał (ur. 1833)
- 1924:
  - Georg Bender, niemiecki polityk, burmistrz Torunia i nadburmistrz Wrocławia (ur. 1848)
  - Bronisław Sobolewski, polski prawnik, polityk, minister sprawiedliwości (ur. 1870)
- 1925:
  - Marie Jaëll, francuska pianistka, pedagog (ur. 1846)
  - Robert Koldewey, niemiecki architekt, archeolog (ur. 1855)
- 1927:
  - Józef Pius Dziekoński, polski architekt (ur. 1844)
  - Janko Vukotić, czarnogórski generał, polityk, premier Czarnogóry (ur. 1866)
- 1928:
  - Hendrik Lorentz, holenderski fizyk, laureat Nagrody Nobla (ur. 1853)
  - Aram J. Pothier, amerykański bankier, polityk pochodzenia kanadyjskiego (ur. 1854)
- 1932 – Ignacy Dąbrowski, polski pisarz (ur. 1869)
- 1933 – Archibald Sayce, brytyjski historyk, astrolog, wykładowca akademicki (ur. 1846)
- 1934 – Jan Biziel, polski lekarz, działacz społeczny (ur. 1858)
- 1935 – John Henry Birtles, brytyjski rugbysta (ur. 1874)
- 1936 – Wilhelm Gustloff, niemiecki działacz nazistowski (ur. 1895)
- 1937 – Władysław Przanowski, polski pedagog (ur. 1880)
- 1938 – Karol Hubert Rostworowski, polski dramaturg, poeta, muzyk (ur. 1877)
- 1939 – Edward Sapir, amerykański językoznawca, antropolog, krytyk literacki i muzyczny, poeta, kompozytor (ur. 1884)
- 1940:
  - Samuił Dienotkin, radziecki kapitan bezpieczeństwa państwowego (ur. 1900)
  - Robert Eiche, radziecki polityk pochodzenia łotewskiego (ur. 1890)
  - Nikołaj Fiodorow, radziecki kombryg, funkcjonariusz organów bezpieczeństwa (ur. 1900)
  - Nikołaj Jeżow, radziecki polityk, szef NKWD (ur. 1895)
- 1941:
  - George Lloyd, brytyjski arystokrata, polityk, administrator kolonialny (ur. 1879)
  - Nils Persson, szwedzki żeglarz sportowy (ur. 1879)
- 1942:
  - Conrad Abels, holenderski duchowny katolicki, wikariusz apostolski Rehe w Chinach (ur. 1856)
  - James Harry Covington, amerykański polityk (ur. 1870)
  - Piotr Gruszczyński, polski działacz komunistyczny (ur. 1894)
  - Henryk Rosochowicz, polski inżynier budowy okrętów (ur. 1900)
- 1943 – Frank Calder, kanadyjski działacz sportowy pochodzenia szkockiego (ur. 1877)
- 1944 – Arsen Kocojew, osetyjski pisarz (ur. 1872)
- 1945:
  - Siergiej Kisielow, radziecki pilot wojskowy, as myśliwski (ur. 1919)
  - Stanisław Ostwind-Zuzga, polski starszy sierżant WP, major NSZ pochodzenia żydowskiego (ur. 1899)
  - Adalbert Prothmann, niemiecki duchowny katolicki, męczennik, Sługa Boży (ur. 1876)
- 1946:
  - Milan Nedić, serbski generał, polityk, premier rządu kolaboracyjnego (ur. 1878)
  - Romuald Suliński, polski podpułkownik pilot (ur. 1908)
- 1947:
  - Gustaw Przychocki, polski filolog klasyczny (ur. 1884)
  - Luigi Russolo, włoski malarz, kompozytor (ur. 1885)
  - Siegfried Seidl, austriacki SS-Obersturmführer, komendant obozu koncentracyjnego w Terezinie (ur. 1911)
- 1948 – Edward Stanley, brytyjski arystokrata, polityk (ur. 1865)
- 1949 – Maciej Sieniatycki, polski duchowny katolicki, teolog, wykładowca akademicki (ur. 1869)
- 1950:
  - Jan Bułhak, polski filozof, teoretyk fotografii (ur. 1876)
  - Erik Bergvall, szwedzki piłkarz wodny (ur. 1880)
- 1952 – Józef Bok, polski duchowny katolicki, jezuita, moderator organizacji katolickich (ur. 1886)
- 1953:
  - Antonio Conte, włoski szablista (ur. 1867)
  - Aleksandr Dyduszkin, rosyjski pułkownik, kolaborant, emigracyjny działacz kombatancki (ur. 1881)
- 1954:
  - Emanuel Kodet, czeski rzeźbiarz, malarz, grafik (ur. 1880)
  - Maria Racięcka, polska zoolog, wykładowczyni akademicka (ur. 1886)
- 1956 – Ksawery Tartakower, polski szachista pochodzenia żydowskiego (ur. 1887)
- 1957 – Manfred Kridl, polski historyk literatury (ur. 1882)
- 1958:
  - Monta Bell, amerykański reżyser, scenarzysta i producent (ur. 1891)
  - Henry Kuttner, amerykański pisarz science fiction (ur. 1915)
  - Stanisław Rospond, polski duchowny katolicki, biskup pomocniczy krakowski (ur. 1877)
- 1961:
  - Philip Game, brytyjski wicemarszałek lotnictwa, polityk (ur. 1876)
  - Arturo Nannizzi, włoski botanik, mykolog (ur. 1887)
- 1962 – Zygmunt Kapsa, polski podpułkownik artylerii (ur. 1889)
- 1965 – Joseph Danquah, ghański prawnik, polityk (ur. 1895)
- 1967 – Herman Teirlinck, belgijski pisarz (ur. 1879)
- 1968:
  - Neal Cassady, amerykański poeta (ur. 1926)
  - Jean Gachet, francuski bokser (ur. 1894)
- 1970:
  - Torsten Lord, szwedzki żeglarz sportowy (ur. 1904)
  - Janusz Warnecki, polski reżyser teatralny, aktor (ur. 1895)
- 1971 – Karol Kłosowski, polski malarz, rzeźbiarz, autor wycinanek, pedagog (ur. 1882)
- 1972:
  - Kazimiera Dąbrowska, polska malarka (ur. 1890)
  - Walther Düvert, niemiecki generał porucznik (ur. 1893)
- 1973:
  - Martti Haavio, fiński poeta, wydawca, etnolog, wykładowca akademicki (ur. 1899)
  - Czesław Świrski, polski działacz Organizacji Bojowej PPS (ur. 1885)
- 1974:
  - Satyendra Nath Bose, indyjski fizyk, matematyk, wykładowca akademicki (ur. 1894)
  - Liliana Ronchetti, włoska koszykarka (ur. 1927)
- 1975:
  - Anatolij Błagonrawow, radziecki generał porucznik artylerii, naukowiec, polityk (ur. 1894)
  - Louis Jordan, amerykański muzyk jazzowy i bluesowy (ur. 1908)
- 1978:
  - Olle Åkerlund, szwedzki żeglarz sportowy (ur. 1911)
  - Eugeniusz Dziewulski, polski dyrygent, kierownik muzyczny i dyrektor teatru, reżyser, scenograf (ur. 1888)
- 1980 – Erich Bauer, niemiecki funkcjonariusz nazistowski, zbrodniarz wojenny (ur. 1900)
- 1981 – Mario Camerini, włoski reżyser filmowy (ur. 1895)
- 1982 – Alex Harvey, szkocki muzyk, członek zespołu Sensational Alex Harvey Band (ur. 1935)
- 1983:
  - Karen Carpenter, amerykańska wokalistka, członkini duetu The Carpenters (ur. 1950)
  - Zofia Marchlewska, polska pisarka, dziennikarka, działaczka ruchu robotniczego (ur. 1898)
- 1984:
  - Frederick Lee, brytyjski polityk (ur. 1906)
  - Jerzy Mathias, polski lekkoatleta, długodystansowiec (ur. 1937)
- 1985:
  - Nic Hoydonckx, belgijski piłkarz (ur. 1900)
  - Andrzej J. Kamiński, polski historyk, wykładowca akademicki (ur. 1921)
  - Stefan Wyrzykowski, polski major AK (ur. 1916)
- 1986 – Jānis Kalnbērziņš, łotewski polityk komunistyczny (ur. 1893)
- 1987:
  - Liberace, amerykański artysta estradowy pochodzenia włosko-polskiego (ur. 1919)
  - Carl Rogers, amerykański psycholog (ur. 1902)
- 1988:
  - Bogdan Marian Sikorski, polski duchowny katolicki, biskup płocki (ur. 1920)
  - Krzysztof Sitkowski, polski koszykarz (ur. 1935)
- 1990 – Antoni Brochwicz-Lewiński, polski generał brygady (ur. 1902)
- 1995 – Patricia Highsmith, amerykańska pisarka (ur. 1921)
- 1996 − Alfredo Nobre da Costa, portugalski inżynier, polityk, premier Portugalii (ur. 1923)
- 1997 – Robert Clouse, amerykański reżyser, scenarzysta i producent filmowy (ur. 1928)
- 1999 – Zbigniew Doda, polski prawnik (ur. 1929)
- 2000:
  - Joachim-Ernst Berendt, niemiecki dziennikarz i producent muzyczny (ur. 1922)
  - Doris Coley, amerykańska wokalistka, członkini zespołu The Shirelles (ur. 1941)
  - Tadeusz Czesław Mazur, polski biolog, parazytolog (ur. 1940)
- 2001:
  - Wilhelm Altvater, niemiecki polityk (ur. 1920)
  - David Beattie, nowozelandzki prawnik, polityk, gubernator generalny (ur. 1924)
  - Alois Lipburger, austriacki skoczek narciarski, trener (ur. 1956)
  - Iannis Xenakis, grecki kompozytor, architekt (ur. 1922)
- 2002:
  - Agatha Barbara, maltańska polityk, prezydent Malty (ur. 1923)
  - George Nader, amerykański aktor (ur. 1921)
- 2003:
  - Pierre Carteus, belgijski piłkarz (ur. 1943)
  - André Noyelle, belgijski kolarz szosowy (ur. 1931)
  - Jaroslav Šajtar, czeski szachista (ur. 1921)
- 2004 – Stewo Crwenkowski, północnomacedoński polityk (ur. 1947)
- 2005:
  - Ossie Davis, amerykański aktor (ur. 1917)
  - Elia Frosio, włoski kolarz torowy i szosowy (ur. 1913)
  - Danas Pozniakas, litewski bokser (ur. 1939)
- 2006:
  - Jenő Dalnoki, węgierski piłkarz, trener (ur. 1932)
  - Betty Friedan, amerykańska pisarka, działaczka społeczna (ur. 1921)
  - Hellmut Kalbitzer, niemiecki polityk (ur. 1913)
  - Robert Kurek, polski siatkarz (ur. 1966)
- 2007:
  - José Carlos Bauer, brazylijski piłkarz, trener (ur. 1925)
  - Ilja Kormilcew, rosyjski poeta, publicysta (ur. 1959)
  - Barbara McNair, amerykańska piosenkarka, aktorka (ur. 1934)
  - Kurt Schubert, austriacki hebraista (ur. 1923)
- 2008:
  - Tata Güines, kubański muzyk (ur. 1930)
  - Blandyna Kaniewska-Wójcik, polska konserwatorka dzieł sztuki (ur. 1948)
  - Sebastian Malinowski, polski kustosz (ur. 1970)
  - Stefan Meller, polski historyk, publicysta, poeta, polityk, dyplomata, minister spraw zagranicznych (ur. 1942)
  - Borys Nebijeridze, ukraiński reżyser, aktor (ur. 1942)
  - Ralph Oppenhejm, duński pisarz pochodzenia żydowskiego (ur. 1924)
  - Peter Thomas, brytyjski polityk (ur. 1920)
- 2009:
  - Christophe Dupouey, francuski kolarz górski (ur. 1968)
  - Józef Hordyński, polski skoczek narciarski, trener (ur. 1917)
  - Witold Zalewski, polski pisarz (ur. 1921)
- 2011:
  - Martial Célestin, haitański polityk, premier Haiti (ur. 1913)
  - Janusz Pezda, polski polityk, samorządowiec, wojewoda jeleniogórski (ur. 1943)
- 2012:
  - Sabina Chromińska, polska aktorka (ur. 1924)
  - István Csurka, węgierski pisarz, dziennikarz, polityk (ur. 1934)
  - Florence Green, brytyjska superstulatka, weteranka I wojny światowej (ur. 1901)
  - Hubert Leitgeb, włoski biathlonista (ur. 1965)
  - Jerzy Morawski, polski działacz państwowy i partyjny (ur. 1918)
  - Jan Waleczek, polski dziennikarz, polityk, poseł na Sejm PRL (ur. 1932)
- 2013:
  - Donald Byrd, amerykański trębacz jazzowy (ur. 1932)
  - Reg Presley, brytyjski muzyk, wokalista, członek zespołu The Troggs (ur. 1941)
- 2014:
  - Dennis Lota, zambijski piłkarz (ur. 1973)
  - Hubert Luthe, niemiecki duchowny katolicki, biskup Essen (ur. 1927)
  - Tadeusz Mosz, polski dziennikarz i prezenter telewizyjny (ur. 1954)
  - Bolesław Oleszko, polski malarz, grafik (ur. 1934)
- 2015:
  - Henryk Cegielski, polski koszykarz (ur. 1945)
  - Wes Cooley, amerykański polityk (ur. 1932)
  - Karol Parno Gierliński, polski rzeźbiarz, poeta, działacz społeczny (ur. 1938)
  - Stanisław Makowiecki, polski zapaśnik (ur. 1942)
  - Monica Scattini, włoska aktorka (ur. 1956)
  - Micha Szagrir, izraelski reżyser filmowy (ur. 1937)
- 2016:
  - Edmund Bąk, polski ekonomista, żeglarz, działacz żeglarski (ur. 1922)
  - Kazimierz Denek, polski profesor nauk humanistycznych, pedagog (ur. 1932)
  - Galina Leontjewa, rosyjska siatkarka, trenerka (ur. 1941)
  - Dave Mirra, amerykański kolarz BMX, rajdowiec (ur. 1974)
  - Edgar Mitchell, amerykański komandor, astronauta (ur. 1930)
  - Jerzy Próchnicki, polski aktor (ur. 1930)
  - Adam Rębacz, polski generał dywizji (ur. 1946)
  - Maurice White, amerykański wokalista, muzyk, producent muzyczny, członek zespołu Earth, Wind & Fire (ur. 1941)
- 2017:
  - Hans van der Hoek, holenderski piłkarz (ur. 1933)
  - Halina Najder, polska tłumaczka, uczestniczka powstania warszawskiego (ur. 1926)
  - Andrzej Pogonowski, polski prawnik, sprawiedliwy wśród Narodów Świata (ur. 1919)
  - Gieorgij Taratorkin, rosyjski aktor (ur. 1945)
  - Jan Waraczewski, polski skrzypek, dyrygent (ur. 1948)
- 2018:
  - Alan Baker, brytyjski matematyk, wykładowca akademicki (ur. 1939)
  - Etelka Barsiné Pataky, węgierska inżynier, dyplomata, polityk, eurodeputowana (ur. 1941)
  - Bogusław Heczko, polski malarz (ur. 1927)
  - John Mahoney, brytyjski aktor (ur. 1940)
  - Séamus Pattison, irlandzki polityk (ur. 1936)
  - Wojciech Pokora, polski aktor (ur. 1934)
- 2019:
  - Ryszard Bodalski, polski chemik, wykładowca akademicki (ur. 1932)
  - Isacio Calleja, hiszpański piłkarz (ur. 1936)
  - Stanisław Karpiel, polski architekt, skoczek narciarski (ur. 1926)
  - Matti Nykänen, fiński skoczek narciarski (ur. 1963)
  - Leonie Ossowski, niemiecka pisarka (ur. 1925)
  - Wiaczesław Owczinnikow, rosyjski kompozytor muzyki filmowej (ur. 1936)
  - Aleksander Pawelec, polski kapitan, działacz kombatancki (ur. 1915)
  - Zbigniew Penherski, polski kompozytor (ur. 1935)
  - Mohamed Ofei Sylla, gwinejski piłkarz (ur. 1974)
  - Zbigniew Szczepkowski, polski kolarz szosowy i torowy (ur. 1952)
- 2020:
  - Giancarlo Bergamini, włoski florecista (ur. 1926)
  - Xhezair Dafa, albański aktor, reżyser filmowy (ur. 1940)
  - Henryk Gaertner, polski lekarz internista, historyk (ur. 1922)
  - Abadi Hadis, etiopski lekkoatleta, długodystansowiec (ur. 1997)
  - Volker David Kirchner, niemiecki altowiolista, kompozytor (ur. 1942)
  - Nadia Lutfi, egipska aktorka (ur. 1937)
  - Daniel Moi, kenijski polityk, prezydent Kenii (ur. 1924)
  - Benito Sarti, włoski piłkarz (ur. 1936)
- 2021:
  - Paolo Bartolozzi, włoski prawnik, polityk, eurodeputowany (ur. 1957)
  - Santiago Damián García, urugwajski piłkarz (ur. 1990)
  - Millie Hughes-Fulford, amerykańska biolog molekularna, astronautka (ur. 1945)
  - Piotr Kołodin, radziecki pułkownik inżynier, kosmonauta (ur. 1930)
  - Henryk Kozubski, polski malarz, działacz społeczny (ur. 1911)
  - Franz Josef Kuhnle, niemiecki duchowny katolicki, biskup pomocniczy Rottenburga i Stuttgartu (ur. 1926)
  - Pierre-Antoine Paulo, haitański duchowny katolicki, biskup Port-de-Paix (ur. 1944)
  - Ri Jae Il, północnokoreański polityk (ur. 1935)
  - Stanisław Wołodko, polski lekkoatleta, dyskobol (ur. 1950)
- 2022:
  - Miron Andrzejewski, polski lekkoatleta, dyskobol (ur. 1950)
  - Zolani Marali, południowoafrykański bokser (ur. 1977)
  - Jerzy Osiatyński, polski ekonomista, wykładowca akademicki, polityk, minister finansów, poseł na Sejm RP (ur. 1941)
- 2023:
  - Szarif Isma’il, egipski inżynier, polityk, premier Egiptu (ur. 1955)
  - Awraham Lempel, izraelski informatyk (ur. 1936)
  - Feliks Olejniczak, polski żużlowiec (ur. 1936)
- 2024:
  - Earl Cureton, amerykański koszykarz, trener (ur. 1957)
  - Hage Geingob, namibijski politolog, polityk, minister transportu i handlu, premier i prezydent Namibii (ur. 1941)
  - Kurt Hamrin, szwedzki piłkarz (ur. 1934)
  - Giacomo Losi, włoski piłkarz, trener (ur. 1935)
  - Leon Markiewicz, polski muzykolog, publicysta, wykładowca akademicki (ur. 1928)
  - Antonio Paolucci, włoski historyk sztuki, dyrektor Muzeów Watykańskich, polityk, minister kultury (ur. 1939)
- 2025:
  - Aga Khan IV, brytyjski przedsiębiorca, imam aga chanów (ur. 1936)
  - Sarhad Jammo, iracki duchowny chaldejski, eparcha San Diego (ur. 1941)
  - Emma Popik, polska pisarka science fiction (ur. 1949)